# Bruno Hänle
Bruno Hänle (* 29. Juni 1954 in Ravensburg) ist ein ehemaliger deutscher Radrennfahrer und nationaler Meister im Radsport.

## Sportliche Laufbahn
Hänle gewann 1979 mit seinen Vereinskameraden Christian Bock, Knut Binting und Roland Weissinger von der RSG Böblingen die deutsche Meisterschaft in der Mannschaftsverfolgung. 1980 konnte er diesen Erfolg wiederholen (diesmal mit Karl Wörner anstelle von Binting). In der Einerverfolgung wurde er Vizemeister hinter Josef Kristen. Von 1977 bis 1985 stand er bei jeder Meisterschaft in mindestens einer Disziplin (Einerverfolgung, Mannschaftsverfolgung, Punktefahren oder im Zweier-Mannschaftsfahren) auf dem Podium. 1980 war er im Vorbereitungskader des Bundes Deutscher Radfahrer (BDR) für die Olympischen Sommerspiele in Moskau, konnte aber bedingt durch den Olympiaboykott der Bundesrepublik und anderer Staaten dort nicht antreten.
Von 1988 bis 1990 war er Vorsitzender des Radfahrer-Vereins Ravensburg.